# آکیتا ۸۱۸۲
سیارک ۸۱۸۲ (به انگلیسی: 8182 Akita، نامگذاری:1992TX) هشت هزار و صد و هشتاد و دومین سیارک کشف شده‌است که در ۱ اکتبر ۱۹۹۲ کشف شد.
قدر مطلق سیارک برابر ۱۲٫۶۰ است.